# محمد رضا (بازیکن فوتبال)
محمد رضا (عربی: محمد رضا؛ زادهٔ ۱۰ نوامبر ۲۰۰۰) بازیکن فوتبال اهل مصر است که در حال حاضر برای باشگاه فوتبال پیرامیدز بازی می‌کند. 
وی همچنین در تیم ملی فوتبال مصر بازی کرده است.